# La Cabanella
La Cabanella és el nom d'una antiga masia del poble de la Coma, al municipi de la Coma i la Pedra, a la Vall de Lord (Solsonès)de la qual actualment se'n desconeix el lloc on estava emplaçada.
La seva existència està documentada des del segle xvii i, donat que hi ha un sector situat al vessant de llevant del Tossal d'Estivella conegut amb el mateix nom, és possible que aquesta masia s'aixequés en aquest indret.